# Amfiteatern i El Jem

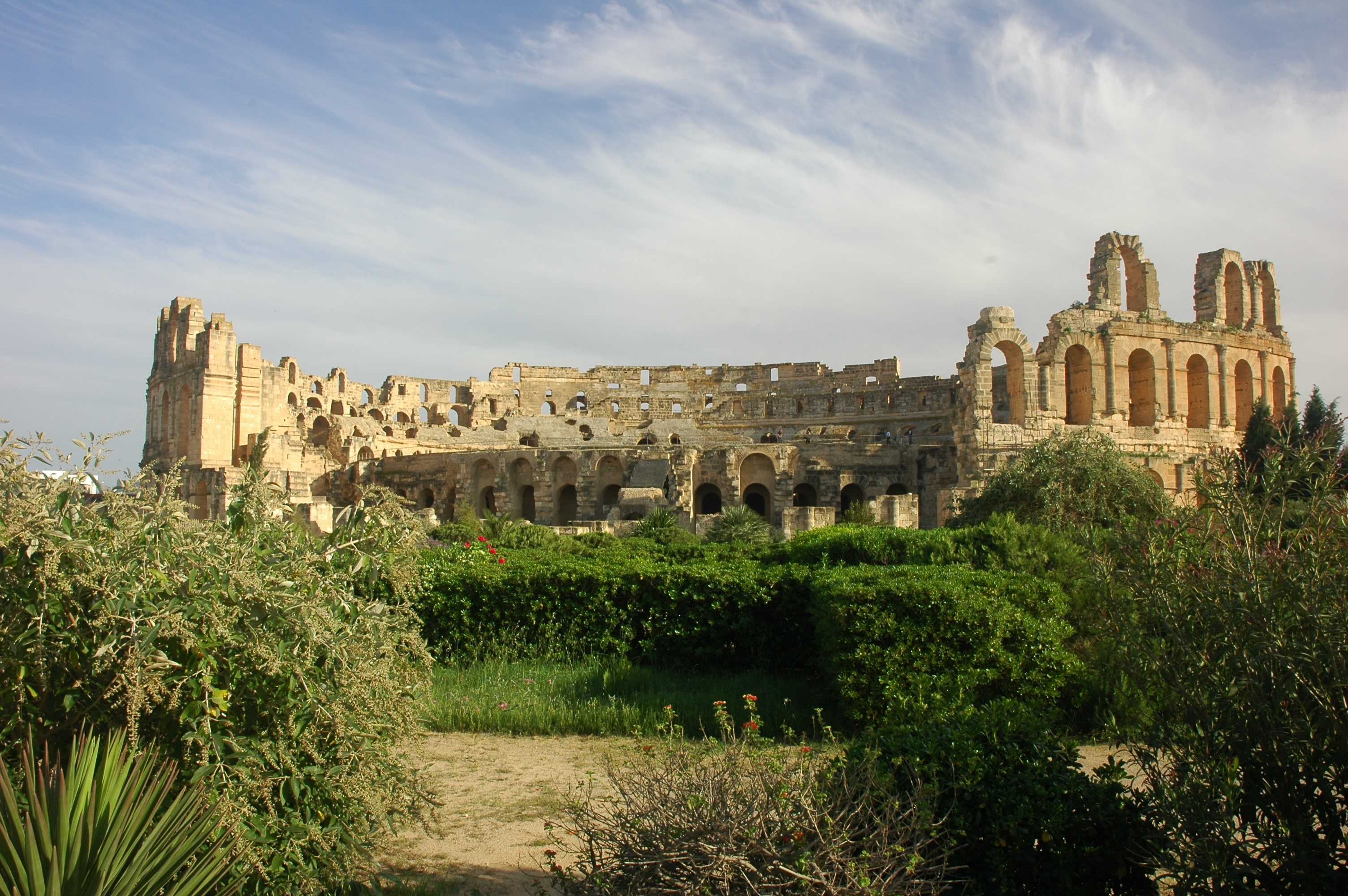
Amfiteaterns baksida.

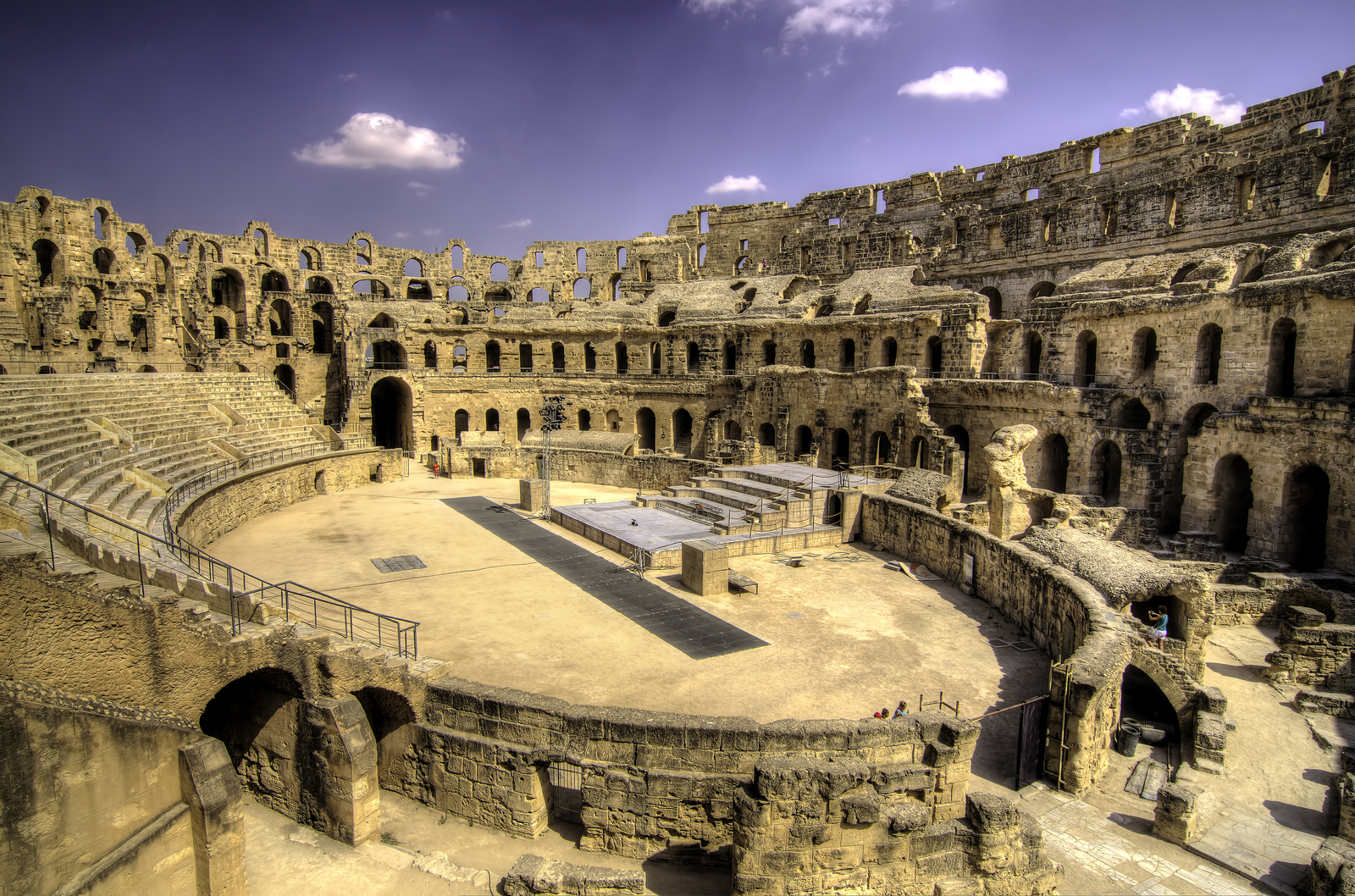
Amfiteaterns arena.

Amfiteatern i El Jem eller El Djem (arabiska al-Jamm, latin Thysdrus) är den största romerska amfiteatern i Nordafrika och ligger i östra  Tunisien cirka 60 km söder om staden Sousse i nuvarande El Djem.
Platsen upptogs på Unescos världsarvslista 1979.

## Historia

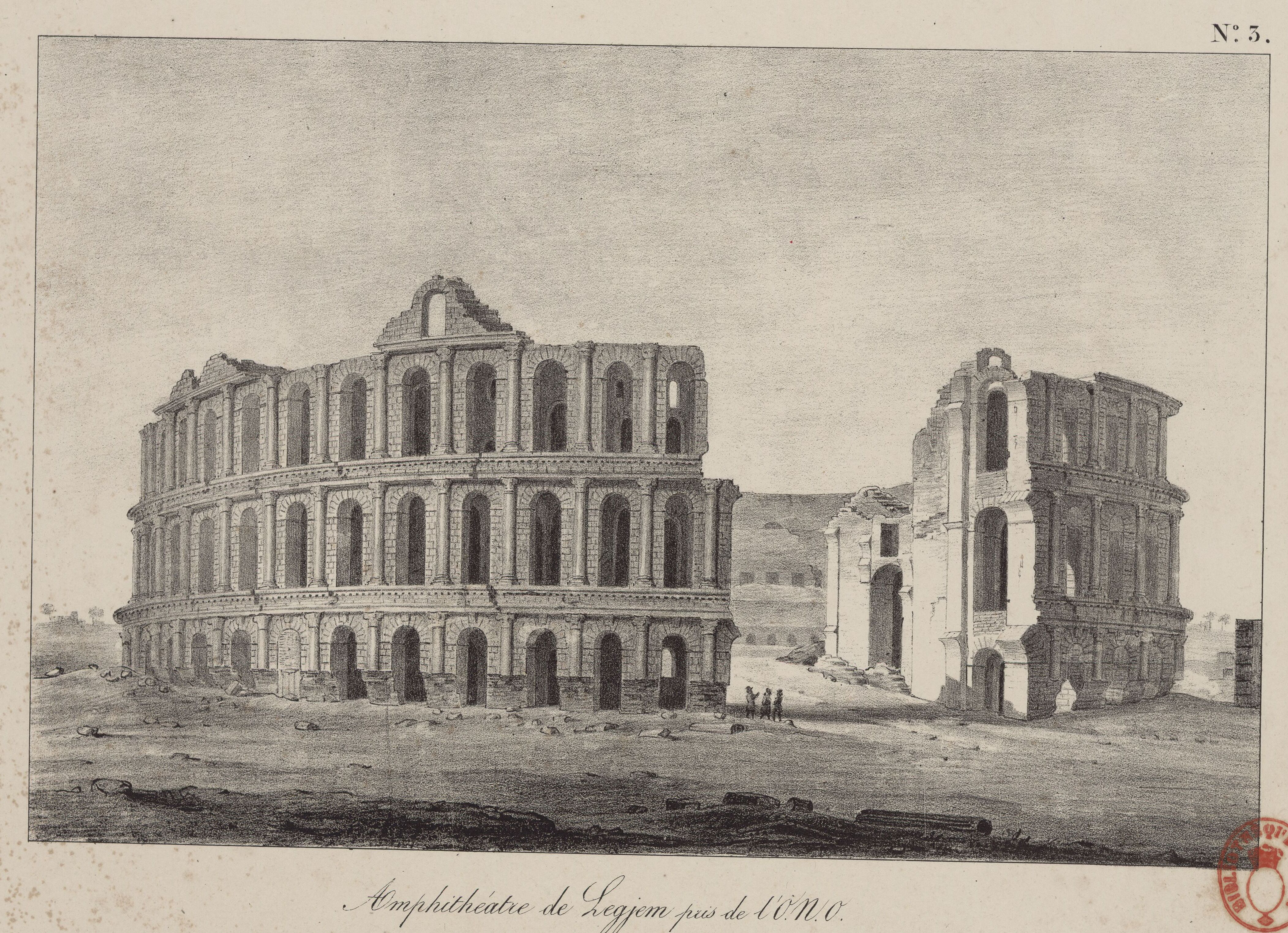
Amfiteatern i Ej Jem 1833.

Teatern byggdes under Gordianus I, under en period då Thysdrus utmanade Hadrumentum (nuvarande Sousse) om att bli provinsen Africa terras näst största stad, efter Karthago.
Byggnaden uppfördes åren 230 - 238 men slutfördes troligen aldrig, då detta var början på det nordafrikanska upproret mot Romerska riket vilken slutade med Gordianus I död. Kejsare Maximinus Thrax lät sedan förstöra staden som därefter aldrig återhämtade sig.
Efter Colosseum i Rom och amfiteatern i Capua är El Djem den tredje största amfiteatern i Romerska riket.

## Byggnaden
Teatern är cirka 148 meter lång och 122 meter bred, och själva arenan mäter cirka 65 meter i längd och cirka 39 meter i bredd. Väggarna är upp emot 30 meter höga, och hela teatern kunde rymma upp till 35 000 åskådare.
Byggnaden användes även efter den romerska tiden och stod oskadd fram till 1600-talet, då man började ta sten till andra byggnader – bland annat moskén i Kairouan.
Teatern används än idag till olika lokala kulturarrangemang.